# Washington Redskins 1975
La stagione 1975 dei Washington Redskins è stata la 44ª della franchigia nella National Football League e la 39ª a Washington. Sotto la direzione del capo-allenatore George Allen la squadra ebbe un record di 8-6, classificandosi terza nella NFC East e mancando l'accesso ai playoff dopo essersi qualificata nei quattro anni precedenti.

## Roster
| Roster dei Washington Redskins nel 1975 |
| --- |
| Quarterback - 12 Randy Johnson - 17 Billy Kilmer - 7 Joe Theismann Running Back - 43 Larry Brown - 44 Moses Denson - 36 Ralph Nelson - 22 Mike Thomas Wide Receiver - 46 Frank Grant - 80 Roy Jefferson - 21 Larry Jones - 42 Charley Taylor Tight End - 88 Alvin Reed - 87 Jerry Smith Offensive Linemen - 56 Len Hauss C - 75 Terry Hermeling T - 54 Bob Kuziel C - 73 Paul Laaveg G - 62 Ray Schoenke G - 74 George Starke T - 78 Walt Sweeney G Defensive Linemen - 77 Bill Brundige DT - 65 Dave Butz DT - 61 Dennis Johnson DE - 79 Ron McDole DE - 64 Manny Sistrunk DT - 72 Diron Talbert DT Linebacker - 59 Brad Dusek - 55 Chris Hanburger - 53 Harold McLinton - 52 John Pergine - 67 Rusty Tillman - 50 Pete Wysocki Defensive Back - 41 Mike Bass CB - 37 Pat Fischer CB - 27 Ken Houston SS - 23 Brig Owens SS - 30 Bryant Salter FS - 20 Ken Stone Special Team - 4 Mike Bragg P - 3 Mark Moseley K - 51 Dan Ryczek LS                                                    |
| Legenda - I rookie sono in corsivo. - Il primo ruolo è il principale mentre gli eventuali successivi indicano i ruoli secondari. - (IR) sta per Injured Reserve ed indica la lista ristretta per un solo giocatore infortunato che può tornare ad allenarsi dopo la settimana 6 e a rientrare in prima squadra dopo che questa ha giocato 8 partite. - (NF-Inj.) / (NF-Ill.) stanno rispettivamente per Non-Football Injured e Non-Football Illness ed indicano le liste dove viene inserito un giocatore che ha un infortunio o una malattia non dipendente dal football americano. - (PUP) sta per Physically Unable to Perform ed indica la lista dove viene inserito un giocatore mentre è in attesa di recuperare la condizione fisica. Nella stagione regolare dopo la sesta partita giocata dalla propria squadra, il giocatore ha tempo tre settimane per riprendere ad allenarsi, più tre settimane aggiuntive dal suo rientro agli allenamenti per rientrare in prima squadra. |

## Calendario
| Stagione regolare |              |                        |             |        |                             |          |         |
| Turno             | Data         | Avversario             | Risultato   | Record | Stadio                      | Pubblico | Sintesi |
| 1                 | 21 settembre | New Orleans Saints     | V 41–3      | 1–0    | RFK Stadium                 | 54,414   | Recap   |
| 2                 | 28 settembre | New York Giants        | V 49–13     | 2–0    | RFK Stadium                 | 54,953   | Recap   |
| 3                 | 5 ottobre    | at Philadelphia Eagles | S 10–26     | 2–1    | Veterans Stadium            | 64,397   | Recap   |
| 4                 | 13 ottobre   | St. Louis Cardinals    | V 27–17     | 3–1    | RFK Stadium                 | 54,693   | Recap   |
| 5                 | 19 ottobre   | at Houston Oilers      | S 10–13     | 3–2    | Astrodome                   | 49,566   | Recap   |
| 6                 | 26 ottobre   | at Cleveland Browns    | V 23–7      | 4–2    | Cleveland Municipal Stadium | 56,702   | Recap   |
| 7                 | 2 novembre   | Dallas Cowboys         | V 30–24 DTS | 5–2    | RFK Stadium                 | 55,004   | Recap   |
| 8                 | 9 novembre   | at New York Giants     | V 21–13     | 6–2    | Shea Stadium                | 57,242   | Recap   |
| 9                 | 16 novembre  | at St. Louis Cardinals | S 17–20 DTS | 6–3    | Busch Memorial Stadium      | 49,919   | Recap   |
| 10                | 23 novembre  | Oakland Raiders        | S 23–26 DTS | 6–4    | RFK Stadium                 | 53,582   | Recap   |
| 11                | 30 novembre  | Minnesota Vikings      | V 31–30     | 7–4    | RFK Stadium                 | 54,498   | Recap   |
| 12                | 7 dicembre   | at Atlanta Falcons     | V 30–27     | 8–4    | Atlanta Stadium             | 52,809   | Recap   |
| 13                | 13 dicembre  | at Dallas Cowboys      | S 10–31     | 8–5    | Texas Stadium               | 61,091   | Recap   |
| 14                | 21 dicembre  | Philadelphia Eagles    | S 3–26      | 8–6    | RFK Stadium                 | 49,385   | Recap   |

Nota: gli avversari della propria division sono in grassetto.

## Classifiche
| NFC East               |    |    |   |      |     |      |     |     |     |
|                        | V  | S  | P | %    | DIV | CONF | PF  | PS  | STR |
| St. Louis Cardinals(3) | 11 | 3  | 0 | .786 | 6–2 | 9–2  | 356 | 276 | V3  |
| Dallas Cowboys(4)      | 10 | 4  | 0 | .714 | 6–2 | 8–3  | 350 | 268 | V2  |
| Washington Redskins    | 8  | 6  | 0 | .571 | 4–4 | 7–4  | 325 | 276 | S2  |
| New York Giants        | 5  | 9  | 0 | .357 | 1–7 | 3–8  | 216 | 306 | V2  |
| Philadelphia Eagles    | 4  | 10 | 0 | .286 | 3–5 | 4–7  | 225 | 302 | V1  |

## Premi
- Mike Thomas:

rookie offensivo dell'anno